# Ekaterina Avvakumova
Pour les articles homonymes, voir Avvakumova.
Ekaterina Sergueïevna Avvakumova (en russe : Екатерина Сергеевна Аввакумова), née le 11 janvier 1990 à Veliki Oustioug, est une biathlète russe, naturalisée sud-coréenne.

## Biographie
Avvakumova commence le biathlon à l'âge de 19 ans. Elle s'entraîne avec Vyacheslav Nikiforov qui deviendra son mari.
En 2015, elle participe aux Championnats du monde de biathlon d'été où elle gagne une médaille d'or sur le relais mixte. Lors de l'Universiade d'hiver de 2015, elle obtient l'argent sur la poursuite.
En 2016, elle prend la citoyenneté sud-coréenne et commence la saison 2016-2017 sous sa nouvelle bannière.
Elle dispute ses premières courses dans l'élite mondiale aux Championnats du monde 2017 à Hochfilzen où elle surprend sur l'individuel avec une cinquième place (sans faute au tir).
Aux Jeux olympiques d'hiver de 2018, à Pyeongchang, en Corée du Sud, elle est 87e du sprint, 16e de l'individuel et 18e du relais. Elle revient ensuite en Russie.
Sa prochaine compétition importante intervient aux Championnats du monde 2021 à Pokljuka, après deux ans sans compétition.

## Palmarès

### Jeux olympiques d'hiver
| Épreuve / Édition                | Individuel | Sprint | Poursuite | Mass start | Relais | Relais mixte |
| Jeux olympiques 2018 Pyeongchang | 16e        | 87e    | —         | —          | 18e    | —            |

Légende :
- — : Non disputée par Avvakumova

### Championnats du monde
| Édition / Épreuve | Individuel | Sprint | Poursuite | Mass start | Relais | Relais mixte | Relais mixte simple              |
| ----------------- | ---------- | ------ | --------- | ---------- | ------ | ------------ | -------------------------------- |
| Hochfilzen 2017   | 5e         | 63e    | —         | 30e        | 18e    | 19e          | Épreuve inexistante à cette date |
| Pokljuka 2021     | 28e        | 67e    | —         | —          | 23e    | 26e          | 23e                              |

### Coupe du monde
- Meilleur classement général : 70e en 2018.
- Meilleur résultat individuel : 5e.

#### Classements annuels
| Saison    | Individuel | Individuel | Sprint | Sprint   | Poursuite | Poursuite | Mass start | Mass start | Général | Général  |
| Saison    | Points     | Position   | Points | Position | Points    | Position  | Points     | Position   | Points  | Position |
| --------- | ---------- | ---------- | ------ | -------- | --------- | --------- | ---------- | ---------- | ------- | -------- |
| 2016-2017 | 40         | 27e        | 0      | nc       | 0         | nc        | 2          | 48e        | 42      | 71e      |
| 2017-2018 | 0          | nc         | 12     | 73e      | 25        | 58e       |            |            | 37      | 70e      |
| 2020-2021 | 30         | 37e        | 19     | 69e      | 0         | nc        | 21         | 39e        | 70      | 58e      |

### Universiades
- Médaille d'argent de la poursuite en 2015.

### Championnats du monde de biathlon d'été
- Médaille d'or du relais mixte en 2015.